# Daši
Daši (出汁, だし) je družina juh, ki se uporablja v japonski kuhinji. Daši je osnova za miso juho, bistro juho, juho z rezanci in številne kipeče tekočine, ki poudarijo pikanten okus, znan kot umami. Daši se vmeša tudi v osnovo iz moke nekaterih jedi na žaru, kot sta okonomijaki in takojaki.

## Priprava
Najpogostejša oblika dašija je preprosta juha, pripravljena s segrevanjem vode, ki vsebuje kombu (užitne alge) in kezurikacuo (ostružki kacuobušija – konzerviranega, fermentiranega črtastega tuna ali palamide), skoraj do vrenja, nato pa nastalo tekočino precedimo; posušene inčune ali sardele lahko nadomestimo. Kacuobuši ima še posebej veliko natrijevega inozinata, kombu pa še posebej veliko glutaminske kisline; oboje skupaj ustvarja sinergijo umamija.
Granulirani ali tekoči instant daši je v drugi polovici 20. stoletja v veliki meri nadomestil domače izdelke. Domači daši je danes manj priljubljen, tudi na Japonskem. V primerjavi z okusom domačega dašija ima instant  močnejši, manj subtilen okus zaradi uporabe kemičnih ojačevalcev okusa – glutamatov in ribonukleotidov.

## Različice
Druge vrste dašija so narejene tako, da alge, niboši ali šitake za več ur namakate v vodi ali jih segrejete v skoraj vreli vodi in nastalo juho precedite.
Kombu daši je narejen z namakanjem ali nežnim kuhanjem alg v vodi; namakanje je tradicionalno in primerno za pripravo otroške hrane, medtem ko je dušenje sodobnejša praksa. Kombu daši po kuhanju postane grenak in neokusen.
Niboši daši naredijo tako, da majhnim posušenim sardelam odščipnejo glave in drobovino, da preprečijo grenkobo, ostalo pa namočijo v vodi. Včasih se uporabijo glave, saj se vsem ne zdijo grenke, ribe pa se občasno popečejo, da izhlapijo morebitni hlapljivi neprijetni vonji po ribah.
Šitake daši pripravimo tako, da posušene gobe šitake namočimo v vodo. Posušene šitake imajo prednost pred svežimi zaradi močnejše prisotnosti slanih ali umami okusov.

## Film
- Dashi, so schmeckt Japan! (Alternativtitel: Le secret des saveurs du Japon.) Dokumentarfilm, Japan, Frankreich, 2014, 43:20 Min., Buch und Regie: Shohei Shibata, Produktion: NHK, Asia Documentary Productions, Point du Jour, arte France, deutsche Erstsendung: 14. August 2014 bei arte, Inhaltsangabe von ARD.